# Boy in da Corner
Boy in da Corner là album phòng thu đầu tay của rapper kiêm nhà sản xuất người Anh Dizzee Rascal. Album được XL Recordings phát hành lần đầu vào ngày 21 tháng 7 năm 2003 tại Anh Quốc trước khi được phát hành vào năm sau tại Hoa Kỳ.
Nhờ thành công vang dội trước giới phê bình, Boy in da Corner trở thành một trong những đĩa nhạc được tán dương nhất năm 2003 và tiếp tục giành được giải Mercury cho album hay nhất từ Liên hiệp Anh và Ireland. Nhạc phẩm còn đạt vị trí thứ 23 (hạng cao nhất) trên UK Albums Chart và tiêu thụ hơn 250.000 bản trên toàn thế giới vào năm 2004. Nhờ thành công của album, Dizzee Rascal không chỉ gây được chú ý lớn của đại chúng tới thể loại nhạc grime, mà còn trở thành ngôi sao nhạc rap đầu tiên của Anh được quốc tế công nhận.

## Hoàn cảnh ra đời
Khoảng năm 14 tuổi, Dizzee Rascal trở thành một DJ drum and bass nghiệp dư, đồng thời đọc rap qua các bài nhạc như một thông lệ trong văn hóa hệ thống âm thanh và thỉnh thoảng xuất hiện trên các đài phát thanh lậu địa phương. Hai năm sau, ở tuổi 16, anh tự sản xuất đĩa đơn đầu tiên của mình mang tên "I Luv U", sau được đưa vào đĩa nhạc đầu tay của anh. Cùng năm ấy, Rascal ký hợp đồng solo với hãng thu âm XL.

## Đánh giá chuyên môn
| Đánh giá chuyên môn  | Đánh giá chuyên môn |
| Điểm trung bình      | Điểm trung bình     |
| Nguồn                | Đánh giá            |
| -------------------- | ------------------- |
| Metacritic           | 92/100              |
| Nguồn đánh giá       |                     |
| Nguồn                | Đánh giá            |
| AllMusic             | [ 5 ]               |
| Blender              | [ 6 ]               |
| Entertainment Weekly | B+                  |
| The Guardian         | [ 8 ]               |
| Mojo                 | [ 9 ]               |
| NME                  | 9/10                |
| Pitchfork            | 9,4/10              |
| Rolling Stone        | [ 12 ]              |
| Spin                 | A−                  |
| The Village Voice    | A−                  |

Boy in da Corner đã nhận được đông đảo lời tán dương từ giới phê bình. Tại Metacritic, album nhận được số điểm 92 trên 100, dựa trên 28 bài đánh giá. NME gọi đây là "một trong những album đầu tay đáng tin cậy nhất trong 5 năm qua". Entertainment Weekly nhận xét: "Kết hợp các nhịp của UK garage và tính nhạy cảm đặc thù của người Anh, Rascal bắn ra những cụm từ bằng năng lượng và khéo léo của một võ sĩ quyền anh vô địch". Rolling Stone viết: "Nếu bạn muốn có tầm nhìn về tương lai của hip-hop và techno, hãy lấy đĩa nhạc này". AllMusic gọi nhạc phẩm là "Gây sửng sốt, mạnh mẽ mà không gây mệt mỏi và đầy kích thước vô hạn, không gì có thể thực sự kìm hãm tác phẩm đầu tay này". Scott Plagenhoef của Pitchfork nhận định: "Tiếng rên rỉ tuyệt vọng, nỗi oán giận dồn nén và những âm thanh gay gắt của Dizzee đưa anh lên tuyến đầu trong trận chiến chống lại một nước Anh sa sút, giống như Pete Townshend, Johnny Rotten và Morrissey trong quá khứ". Trên báo The Village Voice, Robert Christgau đã viết: "Những tiếng nuốt và tru kêu ở tuổi thiếu niên của anh đúng kiểu đường phố của Anh với tính lưu động của người Jamaica, gọn lẹ, lập dị và hấp dẫn như các beat." Nhà phê bình Jeff Chang của Fellow Village Voice bình luận "Khi Dizzee suy nghĩ rất sâu sắc—lo lắng về việc lớn lên, về những người xung quanh không chịu lớn, về việc chết trước khi lớn—anh ấy có vẻ như nói thật (bất kể chúng ta có thể gọi nó là gì đi nữa)". Tạp chí Stylus Magazine đánh giá: "Hầu hết những khoảnh khắc hấp dẫn nhất của Boy in Da Corner đều đến từ tương tác khó khăn giữa thanh niên phi lý và xã hội cơ giới hóa cực kỳ hợp lý". Alexis Petridis từ The Guardian thì mệnh danh Dizzee là "nghệ sĩ độc đáo và thú vị nhất nổi lên từ nhạc dance trong một thập kỷ".
Theo trang Acclaimed Music, Boy in da Corner là đĩa nhạc được xếp hạng cao thứ ba trong danh sách album hay nhất cuối năm của các nhà phê bình và chung cuộc đứng thứ 369 trong danh sách album hay mọi thời đại sau đấy. Nhạc phẩm đem về cho Dizzee Rascal giải Mercury năm 2003, giải thưởng âm nhạc hàng năm dành cho album hay nhất của Liên hiệp Anh và Ireland, giúp anh trở thành rapper thứ hai giành được giải thưởng này. Năm 2009, nhạc phẩm được bình chọn là album hay thứ 6 mọi thời đại bởi MTV Base. Album có tên trong cuốn sách 1001 Albums You Must Hear Before You Die. Theo BJ Steiner từ Complex, " Boy in Da Corner đã đưa nhạc grime—một tiểu thể loại hip-hop giàu ảnh hưởng được sinh ra từ sự sáng tạo vô tận của một nhóm thiếu nhi từ Liên hiệp Anh—đến phần còn lại của thế giới và tạo dựng nên một Dizzee Rascal trẻ tuổi, siêu sao nhạc rap quốc tế đầu tiên từ đất nước của anh."

## Diễn biến thương mại
Boy in da Corner lần lượt được XL Recordings phát hành vào ngày 21 tháng 7 năm 2003 tại Vương quốc Anh và Matador Records vào ngày 20 tháng 1 năm 2004 tại Hoa Kỳ. Album giành vị trí số 23 trên UK Albums Chart và đoạt được chứng nhận vàng của British Phonographic Industry (BPI) nhờ xuất xưởng 100.000 bản tại đó. Tính đến năm 2004, nhạc phẩm tiêu thụ được hơn 250.000 bản trên toàn thế giới, và hơn 58.000 bản ở Mỹ vào năm 2007. Album đã giành được chứng nhận Bạch kim (300.000 bản) vào tháng 7 năm 2018, tức 15 năm sau khi phát hành, trở thành album Bạch kim bán chạy thứ hai của Dizzee sau Tongue n' Cheek.

## Di sản
Năm 2009, Boy in da Corner đã được NME bình chọn là album nhạc indie hay nhất mọi thời đại. Năm 2016, Dizzee Rascal biểu diễn toàn bộ album Boy in da Corner lần đầu tiên ở New York và sau đó là ở Đông Luân Đôn tại Copper Box Arena. Các nhà phê bình đương thời khen ngợi ảnh hưởng liên tục của album đối với nhạc grime và thứ âm thanh trường tồn. Cuối năm 2016, một đĩa mixtape lậu dành cho người hâm mộ, gồm những bản thu âm hiếm hoi từ thời Boy in Da Corner có tên Left in da Corner đã được phát hành.

## Danh sách bài hát
Mọi bài hát đều do Dizzee Rascal sản xuất, trừ những chỗ được ghi chú.
| STT              | Nhan đề                                                              | Sáng tác                            | Thời lượng |
| ---------------- | -------------------------------------------------------------------- | ----------------------------------- | ---------- |
| 1.               | "Sittin' Here"                                                       | Dylan Mills                         | 4:05       |
| 2.               | "Stop Dat"                                                           | Mills                               | 3:40       |
| 3.               | "I Luv U"                                                            | Mills                               | 4:05       |
| 4.               | "Brand New Day"                                                      | Mills                               | 4:00       |
| 5.               | "2 Far" (hợp tác Wiley)                                              | Mills Richard Cowie                 | 3:07       |
| 6.               | "Fix Up, Look Sharp"                                                 | Mills Nick Detnon Billy Squier      | 3:44       |
| 7.               | "Cut 'Em Off"                                                        | Mills                               | 3:53       |
| 8.               | "Hold Ya Mouf" (featuring God's Gift)                                | Mills Jerome Dow                    | 2:55       |
| 9.               | "Round We Go" (co-produced by Chubby Dread)                          | Mills Hector                        | 4:13       |
| 10.              | "Jus' a Rascal" (hợp tác với Taz) (do Taz & Vanguard đồng sản xuất)) | Mills Tesmond Rowe Vanguard Vardoen | 3:39       |
| 11.              | "Wot U On?"                                                          | Mills                               | 4:50       |
| 12.              | "Jezebel"                                                            | Mills                               | 3:36       |
| 13.              | "Seems 2 Be"                                                         | Mills                               | 3:46       |
| 14.              | "Live O"                                                             | Mills                               | 3:35       |
| 15.              | "Do It!"                                                             | Mills                               | 4:06       |
| Tổng thời lượng: | Tổng thời lượng:                                                     | Tổng thời lượng:                    | 57:08      |

| Bài tặng kèm bản Mỹ | Bài tặng kèm bản Mỹ | Bài tặng kèm bản Mỹ | Bài tặng kèm bản Mỹ |
| STT                 | Nhan đề             | Sáng tác            | Thời lượng          |
| ------------------- | ------------------- | ------------------- | ------------------- |
| 16.                 | "Vexed"             | Mills               | 4:11                |

Ghi chú
- "Stop Dat" có giọng bè của Armor of NASTY Crew
- "I Luv U" có thêm giọng hát bổ sung của Jeanine Jacques
- "Wot U On?" có thêm giọng hát bổ sung của Caramel
- "Seems 2 Be" có thêm giọng hát bổ sung của Claire Cottrell

Ghi công nhạc mẫu
- "Fix Up, Look Sharp" có chứa một đoạn nhạc mẫu bài "The Big Beat" do Billy Squier trình bày.

## Nhân sự
Phần ghi công của album được lấy từ AllMusic.
- Armour – hát bè
- Gareth Bayliss – trợ lý thiết kế bao bìa
- Caramel – hát
- Dean Chalkley – ảnh bao bìa
- Chubby Dread – nhà sản xuất
- Claire Cottrell – hát
- Nick Detnon – A&R
- Ben Drury – thiết kế bìa, thiết kế logo
- God's Gift – trình diễn
- Nick Huggett – phối hợp nghệ sĩ
- Dylan Mills – nhà soạn nhạc
- Tesmond Rowe – nhà soạn nhạc
- Vanguard Vardoen – nhà soạn nhạc
- Wiley – trình diễn

## Xếp hạng
| Xếp hạng (2003–04)                   | Vị trí cao nhất |
| ------------------------------------ | --------------- |
| Album Anh Quốc (OCC)                 | 23              |
| Album Hoa Kỳ Heatseekers (Billboard) | 16              |
| Album Hoa Kỳ Independent (Billboard) | 14              |

| Xếp hạng (2003) | Vị trí |
| --------------- | ------ |
| UK Albums (OCC) | 144    |